# Абуданж
Абуда́нж (фр. Haboudange) — коммуна во французском департаменте Мозель регион Гранд-Эст (бывший Эльзас — Шампань — Арденны — Лотарингия), округ Сарбур — Шато-Сален, кантон Шато-Сален.

## Географическое положение
Абуданж расположен в 45 км к юго-востоку от Меца. Соседние коммуны: Певанж и Моранж на севере, Риш на востоке, Сотзелен на юго-востоке, Бюрльонкур на юго-западе, Ваннкур и Дален на западе, Белланж и Ашен на северо-западе.

## История
- Замок Абуданжа был местом пребывания бывшего епископского шателена Абуданжа до Великой французской революции.
- Епископ Тьерри уничтожил замок.
- Ранее коммуна входила в состав Лотарингии.

## Демография
По переписи 2007 года в коммуне проживало 265 человек.

## Достопримечательности
- Остатки древнеримской усадьбы.
- Замок епископов Меца, 1164 года. В XVI веке часть оборонительных укреплений было разобрано для строительства дома сеньора. Разрушен в 1835 году.
- Замок Равида XVI века, руины XVIII века.
- Церковь Сен-Лорен XVIII века.